# Петру II
Петру II (рум. Petru al II-lea, ?—1452) — молдовський господар, син Штефана II, з допомогою шваґра, ардельського воєводи Янка Корвіня Гуняді, розпочав війну за молдовський трон з Романом II, сином Іллі I. З допомогою Угорщини 1448 він усунув Романа II і сів на молдовський трон. У 1448 після смерті Романа ІІ склав присягу на вірність польському королю Казимиру IV. В 1449 втратив молдовський трон спершу на користь угорського шляхтича Чубера, а згодом — Романового брата Олександра II.